# 久我家
久我家（こがけ）は、村上源氏の嫡流にあたる貴族・公家・華族の家。公家としての家格は清華家、華族としての家格は侯爵家。

## 概要
村上天皇の皇子具平親王の子源師房を祖とする村上源氏の嫡流。師房の子源顕房の娘賢子が白河天皇の中宮となり堀河天皇を産んだことで天皇の外戚家として繁栄した。久我の家名は賢子の兄で太政大臣に昇った源雅実が別荘の名から「久我太政大臣」と称されたのが由来である。鎌倉初期の当主源通親は建久七年の政変で摂関九条兼実を失脚させて朝廷で権勢をふるったことで知られ、その息子通光が狭義の久我家の祖と見なされている。
久我家は堂上源氏（公家源氏）の代表格であり、公家としては摂関家に次ぐ清華家の家格を持つ。源氏の中で最も高貴な家柄と見なされる久我家は、源氏長者や淳和奨学両院別当になることが多かった。明治維新後には華族の侯爵家に列する。
家紋は五つ竜胆車。庶流に土御門家、堀川家、中院家、六条家、久世家、東久世家、梅溪家、岩倉家などがある。庶流からさらに分かれた庶流に北畠家（中院家庶流。明治に再興された北畠家は久我家の直接の分家）、愛宕家（中院家庶流）、千種家（岩倉家庶流）、植松家（岩倉家庶流）などがある。
とはずがたりの著者として知られる後深草院二条は、源雅忠の娘。また、久我家第33代当主、侯爵久我通顕の長女は女優の久我美子である。曹洞宗の開祖である道元は久我家の出身とする説もある。菩提寺は京都北区紫野大徳寺内清泉寺。
久我侯爵家に伝来する、池大納言家領相伝文書案や当道座管領関係文書などの約2,800点にも及ぶ膨大な公家文書は、久我通久が皇典講究所初代副総裁であった縁により、現在は國學院大學図書館に収蔵されている。

## 歴史

### 村上源氏の誕生と興隆
村上天皇の皇子具平親王の王子資定王は寛仁4年（1020年）に臣籍降下して源朝臣の姓を賜わり「源師房」となった。これが数多くの公家源氏を出すことになる村上源氏の始まりだった。源師房は関白藤原頼通の妹婿かつ猶子となって右大臣まで昇進したが、承保元年（1077年）に70歳で死去した。
その子に源俊房と源顕房の兄弟があった。後三条・白河両天皇の摂関藤原氏抑圧策によりこの兄弟は引き立てられた。顕房の娘賢子は延久3年（1071年）に皇太子貞仁親王（後の白河天皇）に入侍し、中宮となって善仁親王（後の堀河天皇）を産んだ。応徳3年（1086年）に白河天皇が譲位して院政を開始し、堀河天皇が践祚すると当時右大臣になっていた顕房は天皇の外祖父として摂関家をしのぐ権勢をふるうようになった。
嘉保元年（1094年）に顕房が赤痢で死去した後には、左大臣の地位にあった兄の俊房が権勢をふるうようになったが、やがて輔仁親王と宗仁親王（後の鳥羽天皇）の皇位継承争いをめぐって輔仁親王擁立派の俊房は宗仁親王擁立派の顕房の子源雅実や藤原公実らと対立を深めて失脚(永久の変)。これにより顕房流が村上源氏の嫡流の座を占めるに至った。
顕房の子源雅実は父や祖父をしのぐ速さで昇進し、保安3年（1122年）には太政大臣に昇進している。源氏が太政大臣に叙されたのはこれが最初のことであった。雅実は大治2年（1127年）に死去したが、その遺体は別荘のある洛南の久我（こが）に葬られたことから「久我太政大臣」と呼ばれた。これが後に久我の家名の由来となる。ただし、鳥羽天皇の即位によって外戚の地位を失った源氏は新たに外戚の地位を得た閑院流に圧倒されており、雅実の太政大臣就任も名誉職への棚上げとする評価もある。
雅実の子源雅定は、白河法皇の近臣として権勢をふるった藤原顕季の婿となっているが、顕季の孫娘にあたる美福門院が国母となり雅定も近衛天皇の準外戚（天皇の大叔母の夫）とでも呼ぶべき立場を得たこともあって、久安6年（1150年）に右大臣に昇っている。久寿元年（1154年）に出家し、千草殿近くの中院（なかのいん）で暮らしていたことから「中院入道右大臣」と称された。
雅定の養嗣子は甥の源雅通であり、内大臣まで登ったが、安元元年（1175年）に死去。その雅通の子が鎌倉時代初期の朝廷で権勢をふるった源通親だった。なお、雅通の死去段階にて、村上源氏の公卿は不在となっており（通親は右近衛少将に過ぎない）、この時期が村上源氏の最大の危機であり、その後の通親の政治行動にも大きな影響を与えたとする指摘もある。

### 源通親の登場

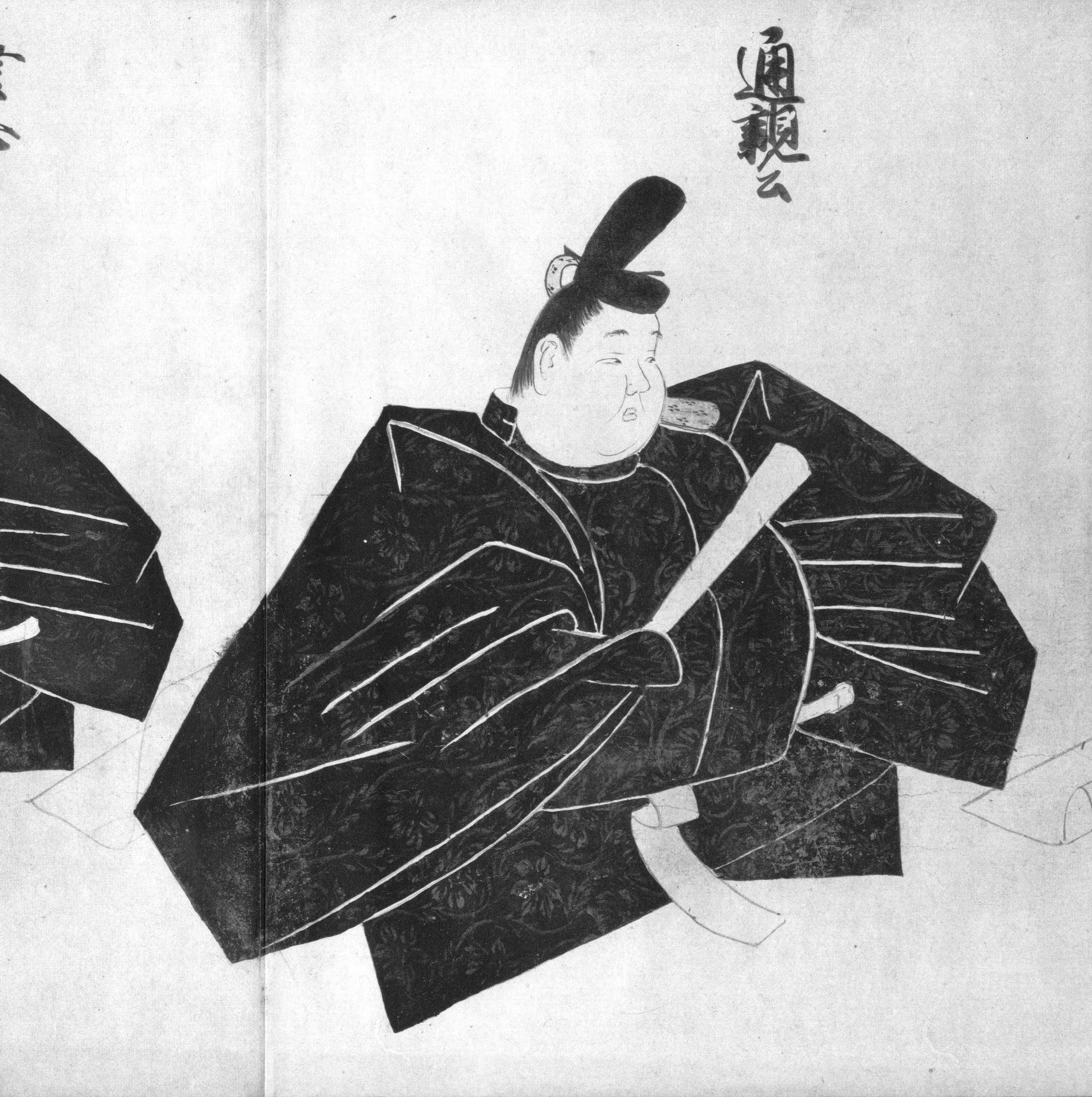
源通親

村上源氏嫡流を相続した源通親は久安5年（1149年）に生まれ、仁安元年（1166年）の高倉天皇の即位とともその近臣となり、平清盛率いる平氏政権とも良好な関係を維持し、平氏が西走した後にも後白河法皇に接近して地位を維持。文治4年（1188年）には淳和奨学両院別当、すなわち源氏長者となった。
鎌倉時代初期に鎌倉幕府と結んで権勢をふるった摂政九条兼実と対立。建久3年（1192年）に通親は娘の在子を後鳥羽天皇の後宮に入れることに成功し、兼実も娘の任子を後鳥羽天皇の中宮にしていたものの、在子が為仁親王（後の土御門天皇）を産んだことで形勢は逆転、朝廷内の反兼実派を糾合した通親は建久7年（1196年）に兼実を関白罷免に追いやった（建久七年の政変）。
建久9年（1198年）に後鳥羽天皇が譲位して院政を開始すると通親は土御門新帝の外祖父として権勢をふるい、院庁執事別当にもなった。その権勢は世に「源博陸（みなもとのはくろく/はくりく」と称された（博陸とは関白の異称）。しかし官位の上では内大臣以上にはならなかった。邸宅のある場所から「土御門内府」とも呼ばれていた。特に病気に悩まされている様子はなかったが、建仁2年（1202年）に頓死した。
そしてその跡を継ぐことになった通光が厳密な意味での久我家の祖と考えられている。通光は通親の三男であるが、一男源通宗（母太政大臣藤原忠雅公女）が参議左中将・31歳で早世、二男源通具が平教盛（通盛説もあり）の外孫であったため平氏政権の滅亡とともにその地位を失い、後鳥羽天皇御乳母で土御門天皇外祖母である藤原範子を母とする通光が嫡男としての扱いを受けた。

### 村上源氏嫡流を久我家とする時期について
村上源氏の嫡流の家名「久我」とは、村上源氏の始祖源師房の代より伝えられる山城国乙訓郡久我（現在の京都市伏見区久我）に構えた別業（別荘）である久我水閣に由来しており、前述のとおり師房の孫源雅実がここに葬られたことで「久我」と呼称されたのが最初である。ただし、その子源雅定は「中院」、その次の源雅通は「久我」、その次の源通親は「土御門」と呼称されており（『尊卑分脈』）、厳密な意味での「久我家」は通親の子久我通光を祖とする系統に限定され、それ以前はあくまでも「村上源氏中院流」として捉える見方の方が正確とされている。

### 久我家の源氏長者の地位について
雅定以来、村上源氏中院流は源氏長者及び淳和奨学両院別当を輩出する資格を有していたが、同流のうちの一門上首が任じられるのを原則とされたため、久我家以外の中院家諸家との間の持ち回りの任命となり、久我家の優位性は確立出来ていなかった。
さらに通親の子である久我家の祖久我通光は、承久の乱に連座して内大臣を更迭され、後に太政大臣に任ぜられたものの晩年に久我家の家領のほとんどを後妻「西蓮」に与えたことから、通光の没後に後妻と先妻の子である嫡男久我通忠との間で家領相論が発生し、不利となった後妻側は鎌倉幕府との関係が深い有力公家である西園寺家に久我家領を譲ることを条件に庇護を求めたために久我家は所領をほとんど失い、没落寸前となった。だが、通忠の後妻が有していた祖父平頼盛の旧領（「池大納言家領」）が久我家に継承される。この所領は、頼盛の母である池禅尼の働きかけで助命された源頼朝が旧恩に報いるため直々に頼盛に返還し安堵した特別なものであるため、鎌倉幕府によって保障された関東御領としての性格を持ち、それを財政的基盤として久我家の再興が図られた。通忠の息子久我通基の代の正応元年（1288年）に初めて宣旨によって源氏長者に補された。
更に南北朝時代時代の久我長通は当時の公家社会における一門上首から家嫡系統を重視する風潮への変化に合わせて久我家を中院流の嫡流として確実にすることに力を注いだ。すなわち、西園寺公宗の処刑による混乱に乗じて西園寺家に渡った旧久我家領を取り戻し、他の中院流公家の源氏長者補任の阻止を図った。その工作が功を奏し、長通の没後に源氏長者になった嫡男久我通相以後源氏長者は久我家の独占となった。また、京の遊女屋には久我家に公事銭を納めさせることで座を形成を認可するようになり、売春業からの征賦が久我家の収入源になった。
だが、室町時代に入ると足利義満が源氏長者となり、足利家が源氏長者となる慣例が成立する。ただし、足利将軍家そのものが後継者争いなどによって不安定な状況が続いたため、実際には村上源氏公家の久我家と清和源氏武家の足利家が交互に源氏長者に就任する様相を呈し、戦国時代に入ると再び久我家が源氏長者を独占して久我通堅まで続いた。また、中世以後当道座の本所としても知られた。だが、康正2年（1456年）に放火によって久我家の家記などの文書を失い、更に戦国時代以後に各地の荘園を失ったことで衰退し、豊臣政権期末期の慶長4年（1599年）に久我敦通と長橋局の醜聞で後陽成天皇の勅勘を受けて家領の多くを奪われたことから、江戸時代に入ると源氏長者は徳川家に奪われてその独占となり、久我家は摂関家に次ぐ清華家の家格を有したものの、実際には不振が続き、江戸時代の家禄とされる700石が確定したのは敦通の孫である久我広通の時代と言われている。以後は清華家として再び大臣を輩出するようになったが、源氏長者の地位は徳川に奪われたままだった。
大政奉還に際して徳川慶喜は将軍職とともに源氏長者の地位も返上し、王政復古後の慶応4年（1868年）2月1日に当時の久我家当主久我建通が源氏長者となった。久我家が源氏長者となるのは安土桃山時代の当主久我通堅以来のことであった。その後、明治4年（1871年）に公文書への本姓（源氏や平氏など）の使用が廃されたことで源氏長者の制度が終わるまで彼が歴史上最後の源氏長者となった。

### 明治以降
建通の子久我通久は明治元年（1868年）の戊辰戦争において官軍の大和国鎮撫総督、東北遊撃将軍となり、各地を転戦して戦功をあげた。その功により賞典禄200石を下賜された。その後通久は明治2年（1869年）の華族制度の成立とともに華族に列し、華族令の施行で華族が五爵制になった後の明治17年（1884年）7月7日に侯爵に叙せられた。元老院議官、貴族院議員、宮中顧問官、宗秩寮総裁御歌所所長などの官職を歴任した。また父の建通も國學院大學の前身である皇典講究所の初代副総裁を務めた。
明治3年（1870年）には建通の四男通城を当主として戦国時代に廃絶した庶流の北畠家が再興されており、明治17年（1884年）に同家に男爵位が与えられている。さらに通久の次男久我通保が明治31年（1898年）2月2日に分家華族として男爵に叙されている。
3代侯爵久我通顕の娘久我美子（本来は「こがはるこ」と読むが、芸名で「くがよしこ」）は女優として知られる。
久我侯爵家の邸宅は昭和前期には東京府北多摩郡神代村、分家の久我通保男爵家の邸宅は東京市杉並区松ノ木町にあった。

## 久我家の領地・財産

### 久我荘
12世紀初頭に山城国乙訓郡久我に久我家別邸の「久我水閣（久我山荘）」が建設され、12世紀末に久我家当主源通親の領地となった。その後、上久我荘（久我新荘）と下久我荘（久我本荘）に分立したが、近世まで久我家領であり続けた。
応永3年（1396年）時の検注帳写によれば、その面積は池などを含んで上荘104町余、下荘50町余であり、上荘には9、下荘には16の名（名田）があり、夫役などの徴発はこれら名田の「当名主」を責任者とする体制をとっていた。
久我荘の領知は安土桃山時代の織豊政権にも安堵されていたが、慶長6年（1601年）に徳川幕府により奪われた。

### 幕末の領地
国立歴史民俗博物館の『旧高旧領取調帳データベース』の記載によると、幕末の久我家の領地は山城国乙訓郡久我村のうち200石と河内国志紀郡弓削村1,361石余となっている。弓削村は沼田藩との相給のため内訳（久我家の取高）は不明だが、国立国会図書館デジタルコレクションの『大阪府全志』には弓削村のうち500石と記載されている。

### 明治以降の財産
明治維新後、旧禄高に替えて支給された家禄は、現米で483石1斗。明治9年8月5日の金禄公債証書発行条例に基づき家禄（483石1斗）と賞典禄（実額50石）の代わりに支給された金禄公債の額は2万3344円91銭3厘（華族受給者中202位）。
明治27年（1894年）より天皇の御手許金で「旧堂上華族恵恤賜金」が創設され、その利息が旧堂上華族を対象に分配されるようになった。これにより久我家は旧堂上家の公侯爵家として900円の配当を年2回受けることができた。